# Збройні сили Сомаліленду
Збройні сили Сомаліленду (сом. Ciidanka Qaranka) — основні військові сили у Сомаліленді, самопроголошена республіка, яка є міжнародно визнаною, як автономний регіон Сомалі. Вони поділяються на два активних види збройних сил: сухопутні війська та військово-морські сили. Повітряні сили відсутні. Поліційні сили Сомаліленду також відносяться до сил внутрішньої безпеки та підпорядковуються військовим. Нині за збройними силами наглядає міністр оборони Сомаліленду Ахмед Хаджі Абді Адамі.
Сомаліленд витрачає на свої збройні сили більше за будь-кого, приблизно 30% видатків свого бюджету. Через нестачу міжнародного визнання Сомаліленду поставки зброї у регіон заборонені.